# Ralf Schlösser (Schauspieler)
Ralf Schlösser (* 8. März 1957 in Berlin) ist ein deutscher Schauspieler und Regisseur.

## Leben
Ralf Schlösser war bereits mit 8 Jahren Mitglied einer Laienspielgruppe an der Schule. Das erste Mal vor der Kamera stand er mit 11 Jahren bei Unser Sandmännchen. Er nahm regelmäßige Schauspielunterricht bei Sonja Hildebrandt. 1974 spielte er die Hauptrolle in dem Kinofilm … verdammt, ich bin erwachsen unter der Regie von Rolf Losansky. Zunächst absolvierte er eine Lehre als Zimmermann in Berlin. Er spielte mit 17 Jahren im Arbeitertheater Maxim Gorki unter der Leitung von Hella Lehn. Es folgten weitere Kino und Fernsehproduktionen. Von 1978 bis 1982 studierte er an der Theaterhochschule Leipzig in der Fachrichtung Schauspiel. Nach dem Studium arbeitete er als Theaterschauspieler u. a. in Magdeburg, Neustrelitz und Schwerin. Seit 1985 ist er ebenfalls als Regisseur tätig. 1987 gründete er das Freie Theater Caramboli. Ab 1990 spielte er in Hamburg, Frankfurt am Main, München und Salzburg an verschiedenen Schauspielhäusern im deutschsprachigen Raum. Für den Film Wer küsst Dornröschen?? war er nicht nur Drehbuchautor und Regisseur, sondern auch Filmproduzent. Zusammen mit dem österreichischen Schauspieler Christian Fischer betreibt er das Theater achtermaerz in Berlin. Er ist außerdem Leiter der Schauspielschule DrehBühne in Erkner bei Berlin.

## Filmografie (Auswahl)
- 1974: … verdammt, ich bin erwachsen (Hauptrolle)
- 1975: Blumen für den Mann im Mond
- 1976: Daniel Druskat
- 1982: Romanze mit Amélie
- 1986: Der Bärenhäuter
- 1987: Sachsens Glanz und Preußens Gloria
- 1990: Drachensaat[9]
- 1995: A. S. (1 Folge)[10]
- 2005/06: Wochenende für Inländerfreunde[11]
- 2011/12: Wer küsst Dornröschen?? (Regie, Drehbuch[5] und Produzent)